# Planctolpium suteri
Planctolpium suteri är en spindeldjursart som beskrevs av William B. Muchmore 1979. Planctolpium suteri ingår i släktet Planctolpium och familjen Olpiidae. Inga underarter finns listade i Catalogue of Life.